# 2/I Batalion Wartowniczy

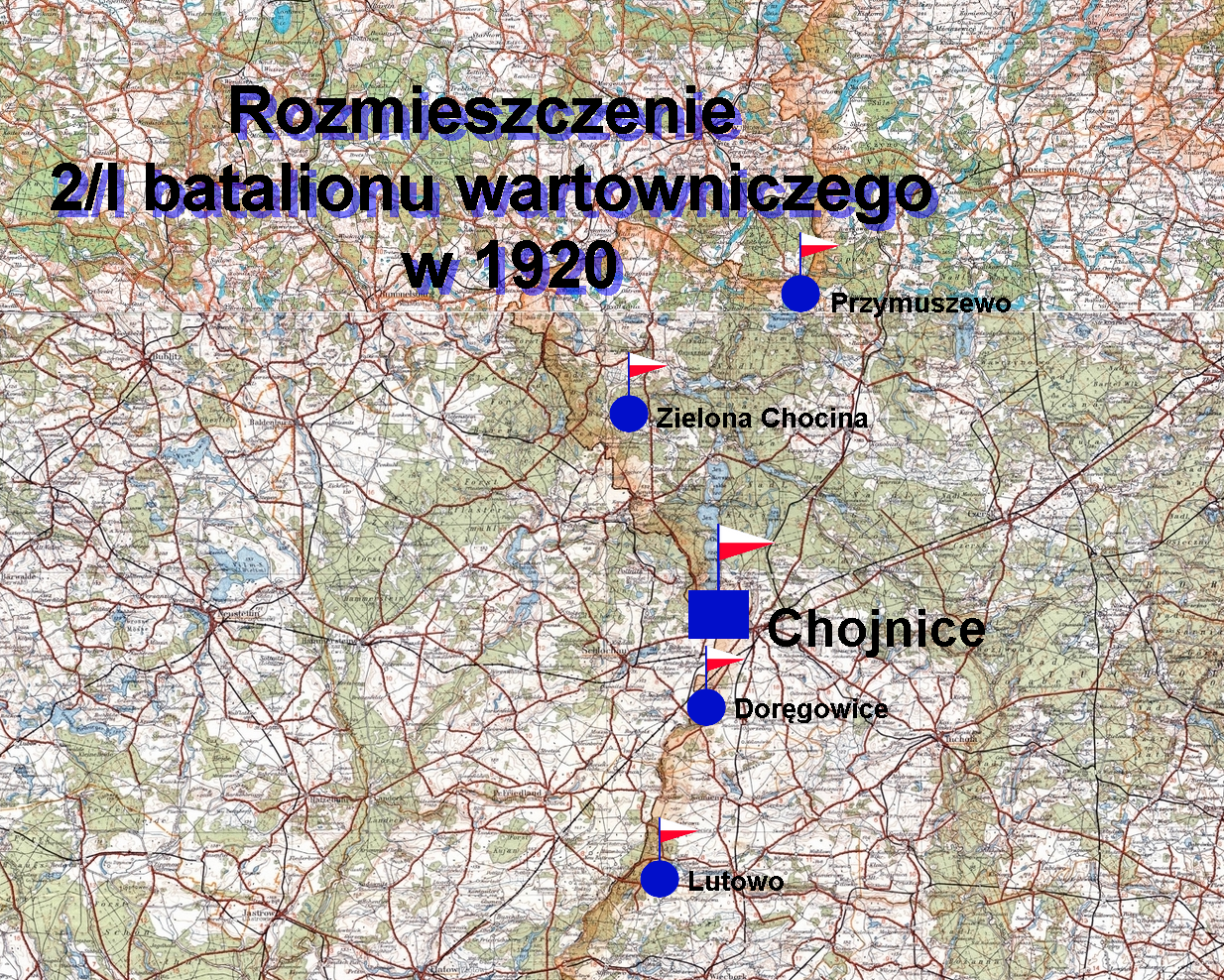
Rozmieszczenie 2/I batalionu wartowniczego w 1920

2/I Batalion Wartowniczy – pododdział Wojska Polskiego pełniący służbę ochronną na granicy II Rzeczypospolitej.

## Formowanie i zmiany organizacyjne
2/I batalion wartowniczy sformowano w 1919 roku. Funkcjonował w strukturze Okręgu Generalnego „Warszawa”. W skład batalionu wchodziło dowództwo oraz 4 kompanie po 3 plutony. W dowództwie, oprócz dowódcy batalionu, służyli oficerowie: sztabowy, adiutant, prowiantowy i kasowy; podoficerowie: mundurowy, prowiantowy, rusznikowy, sanitarny oraz 6 ordynansów.
Pod koniec września 1920 roku zapadła w Ministerstwie Spraw Wojskowych decyzja o likwidacji Korpusu Strzelców Granicznych. 29 września 1920 dyrektywa Ministerstwa Spraw Wojskowych nakazała batalionom wartowniczym ochronę granic. W sumie na 48 baonów wartowniczych, do służby granicznej przeznaczono 21 baonów.
Rozporządzeniem MSWojsk. z 13 listopada 1920 nakazano luzowanie kolejnych pułków Strzelców Granicznych. 
4 pułk Strzelców Granicznych, pełniący służbę na granicy zachodniej od Bałtyku do granicy DOG „Poznań”, oraz batalion morski ochraniający granicę morską, luzowały trzy bataliony wartownicze: nr 2/I z siedzibą dowództwa w Chojnicach, nr 4/I w Kościerzynie, oraz nr l/VIII z Wejherowa.

## Służba graniczna
Luzowanie oddziałów Strzelców Granicznych w DOG „Pomorze” rozpoczęto 4 grudnia 1920 roku. Całość granic przylegających do tego okręgu podzielono na pięć odcinków. Odcinek piąty od Jeziora Kruszyńskiego do granicy z DOG „Poznań” obsadził batalion wartowniczy nr 2/I z miejscem postoju dowództwa w Chojnicach. Długość odcinka wynosiła 140 km. Dowództwa kompanii rozlokowano w Przymuszewie, Zielonej Chocinie, Doręgowicach i w Lutowie.
Sąsiednie bataliony
- 4/I batalion wartowniczy ⇔ ? − 1920[7]